# آیدین پولاتچی
آیدین پولاتچی (به ترکی استانبولی: Aydın Polatçı، زادهٔ ۱۵ مهٔ ۱۹۷۷) کشتی‌گیر پیشین اهل ترکیه در دستهٔ فوق سنگین‌وزن کشتی آزاد است. پولاتچی برندهٔ مدال برنز المپیک ۲۰۰۴ آتن است که در نیمه‌نهایی این مسابقات به علیرضا رضایی از ایران باخت. او همچنین یک مدال طلا (۲۰۰۵) و یک مدال برنز (۲۰۰۲) از مسابقات قهرمانی کشتی جهان و نیز دو مدال طلا (۱۹۹۸، ۲۰۰۴) و یک نقره (۱۹۹۹) از مسابقات قهرمانی کشتی اروپا را کسب کرده است.